# Municipio de Zirándaro
El municipio de Zirándaro es uno de los 85 municipios que conforman el estado de Guerrero, al sursudoeste de México. Forma parte de la región de Tierra Caliente del estado y su cabecera es la población de Zirándaro de los Chávez.

## Geografía

### Localización y extensión
El municipio de Zirándaro se localiza al noroeste del estado de Guerrero, en la región de Tierra Caliente, dentro de las coordenadas geográficas 18°9′ a 18°45′ de latitud norte y 100°40′ a 101.º60’ de longitud oeste. Su superficie territorial consta de una extensión de 2,475.6 km² lo que equivale a un 3.88% de la superficie total de la entidad. Limita al norte con el estado de Michoacán, al sur con los municipios de Coyuca de Catalán y Coahuayutla de José María Izazaga, al oriente también con el municipio de Coyuca de Catalán y al poniente también con el municipio de Coahuayutla de José María Izazaga.

## Demografía

### Población
Conforme al Censo de Población y Vivienda 2010 realizado por el Instituto Nacional de Estadística y Geografía (INEGI) con fecha censal del 12 de junio de 2010, el municipio de Zirándaro contaba hasta ese año con un total de 18 813 habitantes, de dicha cantidad, 9799 eran hombres y 9014 eran mujeres.

### Localidades
En el censo de 2020 el municipio de Zirándaro contaba con 224 localidades.
| Código INEGI      | Localidad               | Población (2020) |
| ----------------- | ----------------------- | ---------------- |
| 120730001         | Zirándaro de los Chávez | 3 679            |
| 120730011         | Aratichanguio           | 2 048            |
| 120730074         | Guayameo                | 1 480            |
| Otras localidades | Otras localidades       | 10 824           |
| Total municipal   | Total municipal         | 18 031           |

## Política y gobierno

### Administración municipal
El gobierno del municipio está conformado por un ayuntamiento, integrado por un presidente municipal, un síndico procurador, cuatro regidores de mayoría relativa y dos regidores de representación proporcional. Todos son electos mediante una planilla única para un periodo de tres años no renovables para el periodo inmediato, pero si de manera no continúa. Actualmente el municipio es gobernado por el Movimiento de Regeneración Nacional (Morena) luego de haber triunfado en las elecciones federales de 2018.

### Representación legislativa
Para la elección de los Diputados locales al Congreso de Guerrero y de los Diputados federales a la Cámara de Diputados de México, Zirándaro se encuentra integrado en los siguientes distritos electorales:
Local:
- XVII Distrito Electoral Local de Guerrero con cabecera en Coyuca de Catalán.[9][10]

Federal:
- I Distrito Electoral Federal de Guerrero con cabecera en Ciudad Altamirano.[11]

## Historia

### Fundación de Zirándaro
Hasta la fecha no se han encontrado documentos que establezcan el verdadero origen de Zirándaro, sin embargo, se cree que los primeros pobladores eran de origen chichimeca, descendientes de aquellos que llegaron tiempo atrás a lo que posteriormente iba a ser el territorio de Michoacán. Este grupo de chichimecas se separaron de los otros, llegaron hasta el río Balsas, lo cruzaron y se asentaron en sus márgenes; en la playa encontraron un gran número de árboles frondosos, llamados ceibas o sirandas. Esta circunstancia fue la que motivó que al pueblo que estaban fundando se le denominara Zirándaro. Los habitantes vivían de la agricultura, la caza, la recolección de frutos y la pesca. La fundación de Zirándaro se puede ubicar alrededor del año 1400 de nuestra era, durante el reinado de Tariácuri, quien fue el primer rey tarasco y también el más famoso. Este monarca inició la conquista de los pueblos vecinos para lograr la expansión de su señorío. En ese orden de ideas, Zirándaro es una de las comunidades más antiguas de la Tierra Caliente.

### Significado de Zirándaro
Zirándaro significa (árbol de donde se hace papel) y debe escribirse Sirándaro; en caso de no hacerlo así está mal escrito y pierde su significado. No se debe confundir con Tziróndaro, de Tzironda, que significa ciénega. Se ha escrito también de las siguientes formas: Cirándaro, Tzirándaro y Zirándaro. Actualmente se escribe con zeta, no se sabe por qué ni desde cuándo. Al parecer, los habitantes se acabaron el árbol para hacer papel o tal vez alguna creciente del río Balsas arrasó con la mayoría de ellos. Actualmente hay ceibas o sirandas en algunos lugares del pueblo, como el jardín.